# Giunta parlamentare
Le Giunte parlamentari sono degli organi della Camera dei deputati e del Senato della Repubblica che svolgono dei compiti volti a garantire il corretto funzionamento della Camera e l'autonomia del Parlamento rispetto agli altri poteri.
Esistono tre giunte parlamentari alla Camera e altre due al Senato.

## Funzioni di garanzia
A differenza delle commissioni parlamentari le giunte non si occupano di attività legislativa né di attività di indirizzo e controllo sul Governo, svolgono infatti un ruolo di consulenza tecnico-giuridica. I componenti delle giunte sono nominati dai presidenti delle Camere. Il criterio fondamentale con cui vengono scelti i componenti non è tanto quello della proporzionalità rispetto ai gruppi, ma della rappresentatività, oltre che quello della competenza.
Il ruolo di garanzia proprio delle Giunte, teorizzato in epoca di vigenza del sistema proporzionale, è stato definito "la prima frontiera del nuovo universo maggioritario" dopo l'entrata in vigore del Porcellum.

## Giunte della Camera dei Deputati

### Giunta delle elezioni
È l'organo che ha il compito della verifica dei poteri, cioè di verificare la regolarità della elezione di ogni deputato (ex art. 17 reg. Cam.), sia per quanto riguarda i voti ottenuti dal candidato, che in merito ad eventuali motivi di ineleggibilità o incompatibilità con il mandato parlamentare. È formata da 30 deputati, scelti tra candidati la cui elezione risulta particolarmente sicura, per esempio, a fronte di una grande quantità di preferenze (prima del 2005) da cui sono stati indicati.
Per controllare la legittimità delle elezioni, visto che si tratta dell'unico organo autorizzato a farlo, ai sensi del principio di autonomia degli organi costituzionali, la Giunta può esaminare i verbali dei seggi elettorali e, se necessario, anche le singole schede votate dagli elettori. In questi casi la Giunta riferisce all'Assemblea, che poi decide. L'aula si esprimerà a maggioranza assoluta, senza possibilità di ricorso da parte del parlamentare eventualmente destituito. In molti suoi tratti le operazioni della giunta per le elezioni rassomigliano ad un vero procedimento, tanto che il parlamentare la cui elezione viene verificata, ha la possibilità di difendersi tramite un proprio legale.

### Giunta per le autorizzazioni
La giunta per le autorizzazioni a procedere (anche se le autorizzazioni a procedere sono state di fatto eliminate nell'ordinamento in relazione alle sentenze di condanna a partire dalla l.cost. 3/1993) è formata, alla Camera, da 15 deputati, che si occupano di valutare la legittimità della richiesta di arresto, o altra limitazione della libertà personale (perquisizione personale, o domiciliare, o ispezione, etc.).
Fino alle sentenze storiche della Corte Costituzionale sent. n. 10-11/2000, con cui furono annullate 2 delibere della Camera che affermavano l'insindacabilità di dichiarazioni rese dal deputato Vittorio Sgarbi,  la "copertura" dell'operato dei parlamentari era piena; dal 2000, invece, il sindacato della Corte impedisce che tale strumento sia indiscriminatamente utilizzato dai parlamentari per non rispondere delle proprie dichiarazioni.

### Giunta per il Regolamento
La giunta per il regolamento alla camera è costituita da 11 deputati, a cui si aggiunge il Presidente della camera, che rappresenta la viva vox dei regolamenti parlamentari. La più importante funzione che svolge questa giunta è quella di consulenza, specie riguardo ad eventuali modifiche del regolamento, o circa eventuali interpretazioni da seguire.

## Giunte del Senato della Repubblica

### Giunta per le elezioni e le immunità parlamentari
La Giunta delle elezioni e delle immunità parlamentari è un organo senatoriale, ex art. 19 reg. Sen., che cumula le funzioni della giunta per le autorizzazioni a procedere, e quella per le elezioni, già esaminate per la Camera dei deputati. È formata da 19 senatori, anch'essi nominati secondo il principio della rappresentatività, e della competenza.

### Giunta per il Regolamento
La giunta per il regolamento al Senato è formata da 10 o più senatori più il presidente del Senato della Repubblica. Svolge funzioni analoghe alla giunta per il regolamento della camera.

### Commissione per la biblioteca e per l'archivio storico
Tra le giunte parlamentari è quella meno rilevante dal punto di vista pratico, tanto che alcuni autori la omettono dall'elenco delle giunte presso il Senato. Il suo compito è quello di curare l'archivio e la Biblioteca del Senato, dedicata a Giovanni Spadolini.